# 邻硝基苯甲醚
邻硝基苯甲醚或2-硝基苯甲醚是一种有机化合物，化学式为CH
3OC
6H
4NO
2。硝基苯甲醚存在三种异构体，而其中邻异构体是最具有商业价值的。它是一种无色液体。 
由邻氯硝基苯用甲醇钠处理制得：
NaOCH3  +  ClC6H4NO2  →   CH3OC6H4NO2  +  NaCl
邻氯硝基苯可以还原为邻茴香胺，它是染料的前体。